# Чемпіонат України з хокею 2018—2019
У сезоні 2018/2019 проходив 27-й чемпіонат України з хокею із шайбою. У турнірі брали участь шість команд.

## Учасники
| Клуб            | Місто       | Арена                 | Президент          | Головний тренер     | Капітан            |
| --------------- | ----------- | --------------------- | ------------------ | ------------------- | ------------------ |
| «Білий Барс»    | Біла Церква |                       | Костянтин Єфименко | Костянтин Буценко   | Євген Тимченко     |
| «Динамо»        | Харків      |                       | Валерій Середенко  | Олександр Сеуканд   | Руслан Ромащенко   |
| «Крижані вовки» | Київ        |                       | Андрій Хапков      | Микола Сидоров      | Олексій Овчинников |
| «Донбас»        | Донецьк     | «Альтаїр» (Дружківка) | Борис Колесников   | Сергій Вітер        | Віктор Захаров     |
| «Дніпро»        | Херсон      | «Фаворит»             | Владислав Мангер   | Дмитро Підгурський  | Микола Коляда      |
| «Кременчук»     | Кременчук   | «Айсберг»             | Сергій Мазур       | Олександр Савицький | Тимур Гриценко     |

## Регулярний чемпіонат
Підсумкова турнірна таблиця регулярного чемпіонату:
| М | Команда         | І  | В  | ВО | ПО | П  | Ш       | О  |
| - | --------------- | -- | -- | -- | -- | -- | ------- | -- |
| 1 | «Донбас»        | 40 | 31 | 2  | 1  | 6  | 198:78  | 98 |
| 2 | «Кременчук»     | 40 | 29 | 2  | 2  | 7  | 205:98  | 93 |
| 3 | «Дніпро»        | 40 | 26 | 4  | 3  | 7  | 145:69  | 89 |
| 4 | «Білий барс»    | 40 | 13 | 1  | 1  | 25 | 100:164 | 42 |
| 5 | «Динамо»        | 40 | 8  | 1  | 2  | 29 | 86:160  | 28 |
| 6 | «Крижані вовки» | 40 | 2  | 1  | 2  | 35 | 79:244  | 10 |

Примітки:
- В — виграш команди в основний час, нараховується 3 очки;
- ВО — виграш команди в овертаймі або по булітам, нараховується 2 очки;
- ПО — програш в овертаймі або по булітах, нараховується 1 очко.
- «Донбас» і «Кременчук» розпочинають серію плей-оф з півфінала.

Найрезультативніші гравці після кругового турніру:
| №  | Гравець            | Клуб        | Ігри | Голи | Паси | Очки |
| -- | ------------------ | ----------- | ---- | ---- | ---- | ---- |
| 1  | Микола Кисельов    | «Кременчук» | 38   | 38   | 25   | 63   |
| 2  | Віталій Лялька     | «Донбас»    | 36   | 30   | 29   | 59   |
| 3  | Олексій Зайцев     | «Кременчук» | 33   | 10   | 41   | 51   |
| 4  | Олексій Ворона     | «Кременчук» | 40   | 15   | 35   | 50   |
| 5  | Іван Савченко      | «Кременчук» | 39   | 23   | 23   | 46   |
|    | Ілля Коренчук      | «Донбас»    | 37   | 20   | 26   | 46   |
| 7  | Віктор Захаров     | «Донбас»    | 35   | 15   | 30   | 45   |
| 8  | Тимур Гриценко     | «Кременчук» | 39   | 20   | 24   | 44   |
| 9  | Олександр Костіков | «Донбас»    | 36   | 21   | 22   | 43   |
| 10 | Кирило Бондаренко  | «Дніпро»    | 38   | 14   | 24   | 38   |

Найрезультативніші серед захисників:
| №  | Гравець            | Клуб        | Ігри | Голи | Паси | Очки |
| -- | ------------------ | ----------- | ---- | ---- | ---- | ---- |
| 17 | Всеволод Толстушко | «Кременчук» | 39   | 7    | 23   | 30   |
| 20 | Владислав Грицьких | «Кременчук» | 39   | 5    | 23   | 28   |
| 29 | Дмитро Пугачов     | «Дніпро»    | 38   | 5    | 21   | 26   |

## Чвертьфінал
| Команда 1       | Рахунок серії | Команда 2    | 1   | 2   |
| --------------- | ------------- | ------------ | --- | --- |
| «Крижані вовки» | 0:2           | «Дніпро»     | 1:7 | 0:5 |
| «Динамо»        | 0:2           | «Білий барс» | 0:2 | 1:3 |

### Перша пара
Матч № 1
| 2 березня 2019 |

| «Крижані вовки» | 1 – 7 | «Дніпро» |
| --------------- | ----- | -------- |
|                 | звіт  |          |

|  |

«Крижані Вовки»: Глотов (Власенко); Федосов — Чикіда, Ординський — Боронило, Приваліхін — Проценко, -; Овчинніков (А) — Мікульчик (К) — Давиденко, Найдьонов — Дворник — Бурнатов, Тищенко — Шах.
«Дніпро»: Петров (Сурканов); Бєлоусов (А) — Декало, Пугачов — Шулешов, Янішевський — Сірченко, -; Жвачкін (К) — Золотухін — Коваленко, Макарицький — Дунаєв — Черемнов, Бондаренко — Ромащенко (А) — Зик.
Шайби:
- 0:1, Коваленко (Жвачкін), 2:16;
- 0:2, Зик (Ромащенко, Бондаренко), 6:20;
- 0:3 Пугачов (Ромащенко), 12:24;
- 0:4 Золотухін (Пугачов, Коваленко), 23:38;
- 1:4 Овчинніков (Боронило — більш.), 34:46;
- 1:5 Жвачкін (Декало, Коваленко — більш.), 40:56;
- 1:6 Пугачов (Дунаєв — більш.), 41:21;
- 1:7 Пугачов (Ромащенко, Зик), 46:28.

Матч № 2
| 5 березня 2019 |

| «Дніпро» | 5 – 0 | «Крижані вовки» |
| -------- | ----- | --------------- |
|          | звіт  |                 |

|  |

«Дніпро»: Петров (Сурканов); Бєлоусов (А) — Сірченко, Пугачов — Шулешов, Декало — Матвієнко, Будько — Матусевич; Коваленко — Жвачкін (К) — Золотухін, Черемнов — Дунаєв — Макарицький, Бондаренко — Ромащенко (А) — Янішевський, Тимченко — Целогородцев — Зик.
«Крижані Вовки»: Власенко (Глотов); Федосов — Боронило, Ординський — Чикида, Приваліхін — Давиденко, Савченко; Овчинніков (А) — Мікульчик (К) — Шабанов, Дуюн — Дворник (А) — Болотін, Найдьонов — Шах — Бурнатов, Борисов.
Шайби:
- 1:0, Зик (Тимченко), 5:16;
- 2:0, Янішевський (Бондаренко, Ромащенко), 10:26;
- 3:0 Золотухін (Жвачкін), 17:39;
- 4:0 Макарицький (Зик), 36:25;
- 5:0 Коваленко (Пугачов), 38:00.

### Друга пара
Матч № 1
| 3 березня 2019 |

| «Динамо» | 0 – 2 | «Білий барс» |
| -------- | ----- | ------------ |
|          | звіт  |              |

|  |

«Динамо»: Мамедов (Гурко); Фірсов — Скрипець, Піддубний — Лісін, Наливайко — Бабчук, Шматько — Друбецкий; Чердак (К) — Максименко (А) — Олійник (А), Худяков — Праведний — Геворкян, Халін — Сиротенко — Пойманов, Колядинський — Гайдамака.
«Білий Барс»: Кучер (Качула); Логач — Ядловський (А), Васильєв — Таран (К), Гребеник — Грицюк, Гриценко; Куцевич (А) — Качан — Лєсников, Панченко — Ружников — Бородай, Печерських — Дурдиєв — Арабов, Симчук.
Шайби:
- 0:1 Гребеник (Панченко, Бородай), 30:10;
- 0:2 Арабов (Печерських), 30:25.

Матч № 2
| 6 березня 2019 |

| «Білий барс» | 3 – 1 | «Динамо» |
| ------------ | ----- | -------- |
|              | звіт  |          |

|  |

«Білий Барс»: Кучер (Качула); Логач — Ядловський (А), Васильєв — Таран (А), Гребеник — Грицюк, Гриценко; Куцевич — Качан — Лєсников, Панченко — Ружников — Бородай, Арабов — Печерських — Тимченко, Дурдиєв — Панов.
«Динамо»: Мамедов (Гурко); Скрипець — Фірсов, Лісін — Піддубний, Наливайко — Бабчук; Чердак (К) — Максименко (А) — Олійник (А), Худяков — Праведний — Геворкян, Халін — Сиротенко — Пойманов, Колядинський — Гайдамака.
Шайби:
- 1:0 Печерських (Арабов — більш.), 16:30,
- 1:1 Чердак (Олійник), 17:08,
- 2:1 Панченко (Ружников, Гребеник), 37:09,
- 3:1 Гребеник (Тимченко, Печерських), 49:50.

## Півфінал
| Команда 1   | Рахунок серії | Команда 2    | 1   | 2        | 3   | 4   | 5   | 6   | 7   |
| ----------- | ------------- | ------------ | --- | -------- | --- | --- | --- | --- | --- |
| «Кременчук» | 3:4           | «Дніпро»     | 1:3 | 3:2 (ОТ) | 1:0 | 0:3 | 4:1 | 1:2 | 2:6 |
| «Донбас»    | 4:1           | «Білий барс» | 9:1 | 5:4      | 1:2 | 4:3 | 8:1 | —   | —   |

### Перша пара
Матч № 1
| 11 березня 2019 |

| «Кременчук» | 1 – 3 | «Дніпро» |
| ----------- | ----- | -------- |
|             | звіт  |          |

| «Айсберг» (Кременчук) |

«Кременчук»: Бояршинов; Толстушко — Грицьких, Горлушко — Хришпенц, Шпак — Боевих, Савицький — Варивода; Кисельов — Кривошапкін (А) — Зайцев, Тютченко (А) — Шиманський — Ворона, Савченко — Красильников — Чорний, Єфимочкін — Фурса — Гриценко (К).
Головний тренер: Олександр Савицький.
«Дніпро»: Петров; Белоусов (А) — Шулешов, Пугачов — Матвієнко, Декало — Сірченко, Будько — Матусевич; Золотухін — Коваленко — Жвачкін (К), Бондаренко — Дунаєв — Янішевский, Черемнов — Ромащенко (А) — Макарицький, Тимченко — Целогородцев — Зик.
Головний тренер: Дмитро Підгурський.
Шайби у матчі закидали:
- 0:1 — Бондаренко (Дунаєв), 02:41.
- 0:2 — Ромащенко (Черемнов, Макарицький), 36:12.
- 1:2 — Савченко (Ворона, Гриценко), 45:27.
- 1:3 — Дунаєв — пусті ворота.

Рахунок у серії: 0:1.
Матч № 2
| 13 березня 2019 |

| «Кременчук» | 3 – 2 (ОТ) | «Дніпро» |
| ----------- | ---------- | -------- |
|             | звіт       |          |

| «Айсберг» (Кременчук) |

«Кременчук»: Бояршинов; Толстушко — Грицьких, Горлушко — Хришпенц, Шпак — Боевих, Роганов — Варивода; Кисельов — Фурса — Зайцев, Тютченко (А) — Шиманський — Ворона, Савченко — Красильников — Чорний, Єфимочкін — Кривошапкін (А) — Гриценко.
«Дніпро»: Петров; Білоусов (А) — Шулешов, Пугачов — Матвієнко, Декало — Сірченко, Будько — Матусевич; Золотухін — Коваленко — Жвачкін (К), Бондаренко — Дунаєв — Янішевський, Черемнов — Ромащенко (А) — Макарицький, Тимченко — Целогородцев — Зик.
Шайби у матчі закидали:
- 0:1 — Целогородцев (Черемнов, Матвієнко), 35:45.
- 1:1 — Гриценко (Ворона — більш.), 38:28.
- 1:2 — Дунаєв (Янішевський), 46:23.
- 2:2 — Зайцев (Грицьких, Толстушко), 39:25.
- 3:2 — Грицьких (Зайцев, Кисельов), 65:03.

Рахунок у серії: 1:1.
Матч № 3
| 16 березня 2019 |

| «Дніпро» | 0 – 1 | «Кременчук» |
| -------- | ----- | ----------- |
|          | звіт  |             |

| (Херсон) |

«Дніпро»: Петров (Сурканов); Белоусов (А) — Шулешов, Матвієнко — Пугачов, Декало — Сірченко, Матусевич — Будько; Золотухін — Коваленко — Жвачкін (К), Бондаренко — Дунаєв — Янішевський, Черемнов — Ромащенко (А) — Макарицький, Зик — Целогородцев — Тимченко.
«Кременчук»: Гордюшин (Бояршинов); Толстушко — Грицьких, Горлушко — Хришпенц, Шпак — Боевих, Роганов — Варивода; Кисельов — Фурса — Зайцев, Тютченко (А) — Шиманський — Ворона, Савченко — Красильников — Чорний, Єфимочкін — Кривошапкін (А) — Гриценко (К).
Шайби у матчі забивали:
- 0:1 — Ворона (Савченко, Красильников), 31:13

Рахунок у серії: 1:2.
Матч № 4
| 18 березня 2019 |

| «Дніпро» | 3 – 0 | «Кременчук» |
| -------- | ----- | ----------- |
|          | звіт  |             |

| (Херсон) |

«Дніпро»: Петров (Сурканов); Белоусов (А) — Шулешов, Матвієнко — Пугачов, Декало — Сірченко, Матусевич — Кругляков; Коваленко — Золотухін — Жвачкін (К), Бондаренко — Дунаєв — Янішевський, Зик — Ромащенко (А) — Макарицький, Брага — Целогородцев — Тимченко.
«Кременчук»: Гордюшин (Бояршинов); Толстушко — Грицьких, Горлушко — Хришпенц, Шпак — Боевих, Роганов — Варивода; Кисельов — Фурса — Зайцев, Тютченко (А) — Шиманський — Ворона, Савченко — Красильников — Чорний, Єфимочкін — Кривошапкін (А) — Гриценко (К).
Шайби у матчі забивали:
- 1:0 — Янішевський (Бондаренко, Дунаев), 32:33.
- 2:0 — Бондаренко (Янішевский, Дунаєв — більш.), 51:22.
- 3:0 — Бондаренко (Дунаєв, — більш.), 51:51.

Рахунок у серії: 2:2.
Матч № 5
| 21 березня 2019 |

| «Кременчук» | 4 – 1 | «Дніпро» |
| ----------- | ----- | -------- |
|             | звіт  |          |

| «Айсберг» (Кременчук) |

Шайби у матчі забивали:
- 1:0 — Савченко (Красильников, Толстушко), 12:08
- 2:0 — Тютченко, 27:58
- 3:0 — Кривошапкін (Єфимочкін), 31:48
- 4:0 — Хришпенц (Фурса, Кисельов), 43:47
- 4:1 — Макарицький (штраф. кидок), 59:11

Рахунок у серії: 3:2.
Матч № 6
| 24 березня 2019 |

| «Дніпро» | 2 – 1 | «Кременчук» |
| -------- | ----- | ----------- |
|          | звіт  |             |

| (Херсон) |

«Дніпро»: Петров (Сурканов); Белоусов — Шулешов, Пугачьов — Матвієнко, Декало — Матусевич, Кругляков — Зик; Золотухін — Ромащенко (А) — Жвачкін (К), Янішевський — Дунаєв — Бондаренко, Коваленко — Сірченко — Макарицький, Тимченко — Брага — Целогородцев.
«Кременчук»: Бояршинов (Гордюшин); Толстушко — Грицьких, Горлушко — Хришпенц, Шпак — Боєвих, Роганов — Варивода; Кисельов — Фурса — Зайцев, Тютченко (А) — Шиманський — Ворона, Савченко — Красильников — Чорний, Єфимочкін — Кривошапкін (А) — Гриценко (К).
Шайби:
- 0:1, Гриценко (Ворона, Савченко), 24:31;
- 1:1, Дунаєв (Бондаренко) 34:39;
- 2:1, Бєлоусов (Янішевський, Дунаєв), 40:25

Рахунок у серії: 3:3.
Матч № 7
| 27 березня 2019 |

| «Кременчук» | 2 – 6 | «Дніпро» |
| ----------- | ----- | -------- |
|             | звіт  |          |

| «Айсберг» (Кременчук) |

«Кременчук»: Гордюшин (Бояршинов); Толстушко — Грицьких, Горлушко — Хришпенц, Шпак — Боевих, Роганов — Варивода; Кисельов — Фурса — Зайцев, Тютченко (А) — Шиманський — Ворона, Савченко — Красильников — Чорний, Єфимочкін — Кривошапкін (А) — Гриценко (К).
«Дніпро»: Петров (Сурканов); Белоусов (А) — Шулешов, Пугачов — Матвієнко, Декало — Матусевич, Кругляков — Зик; Золотухін — Ромащенко — Жвачкін, Янішевський, Дунаєв — Бондаренко, Коваленко — Сірченко — Макарицький, Тимченко — Брага — Целогородцев.
Головний тренер: Дмитро Шайби у матчі забивали:
- 0:1 — Макарицький (Коваленко), 9:54;
- 1:1 — Кисельов (Зайцев, Грицьких), 12:37;
- 1:2 — Жвачкін (Золотухін), 22:18;
- 1:3 — Жвачкін, 32:47;
- 1:4 — Янішевський (Бондаренко), 45:11;
- 1:5 — Дунаєв (Ромащенко, Бондаренко), 48:52;
- 2:5 — Гриценко (Савченко, Ворона), 51:38;
- 2:6 — Коваленко (Дунаев), 56:34.

Рахунок у серії: 3:4. Путівку у фінал здобув «Дніпро».

### Друга пара
Матч № 1
| 12 березня 2019 |

| «Донбас» | 9 – 1 | «Білий барс» |
| -------- | ----- | ------------ |
|          | звіт  |              |

|  |

«Донбас»: Дьяченко (Костенко); Сильницький — Романенко, Ігнатенко — Александров, Жовнір — Григор'єв, Воронін — Мартинюк; Лялька (А) — Мазур — Коренчук (А), Кирющенков — Захаров (К) — Костіков, Пуголовкін — Кузьмик — Нікіфоров, Манукян — Мостовий — Денискін.
«Білий Барс»: Кучер (Качула); Таран (А) — Васильєв, Логач — Ядловський, Гребеник — Грицюк, Гриценко; Куцевич — Качан — Лєсников, Панченко — Ружніков — Бородай, Арабов — Печерських — Тимченко, Панов — Дурдиєв — Ромахін.
Шайби:
- 1:0 Мазур (Коренчук, Лялька), 7:59,
- 2:0 Костіков (Кирющенков), 11:48,
- 3:0 Манукян (Денискін), 17:46,
- 4:0 Пуголовкін, 23:53
- 4:1 Дурдиєв (Лєсников, Куцевич), 30:48,
- 5:1 Кирющенков (Захаров, Ігнатенко — більш.), 35:23,
- 6:1 Коренчук (Лялька, Сильницький — 6х5), 52:05,
- 7:1 Кирющенков (Костиков, Захаров), 52:38,
- 8:1 Лялька (менш.), 53:15,
- 9:1 Мостовий (Воронін), 55:36

Рахунок у серії: 1:0.
Матч№ 2
| 14 березня 2019 |

| «Донбас» | 5 – 4 | «Білий барс» |
| -------- | ----- | ------------ |
|          | звіт  |              |

|  |

«Донбас»: Дьяченко (Костенко); Сильницький — Романенко, Ігнатенко — Александров, Жовнір — Григор'єв, Мартинюк — Воронін; Лялька (А) — Мазур — Коренчук (А), Кірющенков — Захаров (К) — Костіков, Пуголовкін — Смирнов — Нікіфоров, Манукян — Мостовий — Денискін.
«Білий Барс»: Кучер (Качула); Таран (А) — Васильєв, Логач — Ядловський (А), Гребеник — Грицюк, Гриценко; Дурдиєв — Печерських — Тимченко (К), Панов — Куцевич — Лєсников, Панченко — Ружніков — Бородай, Арабов — Качан — Ромахін.
Шайби:
- 1:0 Манукян (Денискин, Мостовий), 2:58.
- 2:0 Ігнатенко (Захаров, Александров — більш.), 25:03.
- 3:0 Коренчук (Лялька — менш.), 37:00;
- 3:1 Ружников (Дурдиєв, Куцевіч — більш.), 37:49;
- 3:2 Ядловський (Куцевіч, Арабов — більш.), 38:59;
- 3:3 Ядловський (Лєсников, Арабов), 42:18;
- 4:3 Мазур (Коренчук), 43:46;
- 5:3 Костіков (Манукян), 50:31;
- 5:4 Куцевич (Лєсников), 58:25.

Рахунок у серії: 2:0.
Матч № 3
| 17 березня 2019 |

| «Білий барс» | 2 – 1 | «Донбас» |
| ------------ | ----- | -------- |
|              | звіт  |          |

|  |

«Білий Барс»: Кучер (Качула) Логач — Ядловський (А), Васильєв — Таран (К), Гребеник — Грицюк; Куцевич (А) — Качан — Лєсников, Панченко — Ружніков — Арабов, Дурдиєв — Печерських — Гриценко, Панов — Бородай — Ромахін.
«Донбас»: Дьяченко (Костенко) Сильницький — Фроленко, Ігнатенко — Гончаров, Александров — Григор'єв, Воронін — Мартинюк; Лялька (А) — Мазур — Коренчук (А), Манукян — Захаров (К) — Костіков, Пуголовкін — Карпенко — Нікіфоров, Мостовий, Денискін.
Шайби:
- 1:0 Ружніков, 31:57;
- 1:1 Захаров (Гончаров), 34:02;
- 2:1 Качан (Ядловський), 59:33.

Рахунок у серії: 1:2.
Матч № 4
| 19 березня 2019 |

| «Білий барс» | 3 – 4 | «Донбас» |
| ------------ | ----- | -------- |
|              | звіт  |          |

|  |

«Білий Барс»: Кучер (Качула); Васильєв — Таран (К), Логач — Ядловський (А), Гребеник — Грицюк, Гриценко; Панов — Куцевич (А) — Лєсников, Панченко — Ружніков — Бородай, Дурдиєв — Качан — Арабов, Ромахін.
«Донбас»: Дьяченко (Костенко); Сильницький — Романенко, Ігнатенко — Гончаров, Жовнір — Григор'єв, Александров — Мартинюк; Лялька (А) — Мазур — Коренчук (А), Манукян — Захаров (К) — Костіков, Пуголовкін — Карпенко — Нікіфоров, Мостовий — Воронін — Денискін.
Шайби:
- 0:1 Романенко (Коренчук, Лялька — більш.), 10:17.
- 1:1 Куцевич — більш., 17:15.
- 1:2 Манукян (Ігнатенко, Захаров), 22:01.
- 1:3 Манукян (Гончаров, Захаров — більш.), 28:20.
- 2:3 Бородай (Ружніков, Панченко), 32:37.
- 2:4 Ігнатенко (Захаров, Костіков), 41:18.
- 3:4 Таран (Куцевич — більш.), 42:08.

Рахунок у серії: 1:3.
Матч № 5
| 22 березня 2019 |

| «Донбас» | 8 – 1 | «Білий барс» |
| -------- | ----- | ------------ |
|          | звіт  |              |

|  |

«Донбас»: Дьяченко (Костенко); Сильницький — Романенко, Ігнатенко — Гончаров, Жовнір — Александров, Мартинюк; Лялька (А) — Мазур — Коренчук (А), Манукян — Захаров (К) — Нікіфоров, Пуголовкін — Разумов — Кірющенков, Воронін — Мостовий — Денискін.
«Білий Барс»: Кучер (Качула); Васильєв — Таран (А), Логач — Ядловський (А), Гребеник — Грицюк, Гриценко; Дурдиєв — Печерських — Тимченко (К), Куцевич — Качан — Лєсников, Панченко — Ружников — Арабов.
Шайби:
- 1:0, Коренчук (Лялька, Гончаров), 4:02;
- 2:0, Лялька (Захаров), 15:40;
- 3:0 Коренчук (Лялька), 20:46;
- 4:0 Нікіфоров (Гончаров, Манукян), 21:20;
- 5:0 Нікіфоров (Манукян), 28:23;
- 6:0 Захаров (Ігнатенко, Манукян) 37:31;
- 7:0 Пуголовкін (Кірющенков, Сильницький), 39:48;
- 7:1 Дурдиєв (Ядловський), 41:55;
- 8:1 Лялька (Манукян, Захаров), 51:53.

Рахунок у серії: 4:1. Путівку у фінал здобув «Донбас».

## Фінал
| Команда 1 | Рахунок серії | Команда 2 | 1   | 2   | 3   | 4   | 5   |
| --------- | ------------- | --------- | --- | --- | --- | --- | --- |
| «Донбас»  | 4:1           | «Дніпро»  | 1:2 | 3:1 | 3:1 | 2:1 | 4:1 |

Матч № 1
| 2 квітня 2019 |

| «Донбас» | 1 – 2 | «Дніпро» |
| -------- | ----- | -------- |
|          | звіт  |          |

|  |

«Донбас»: Дьяченко (Костенко); Сильницький — Романенко, Гончаров — Ігнатенко, Жовнір — Григор'єв, Александров — Мартинюк; Лялька (А) — Мазур — Коренчук (А), Манукян — Захаров (К) — Нікіфоров, Пуголовкін — Кузьмик — Костіков, Мостовий — Воронін — Денискін.
«Дніпро»: Петров (Сурканов); Бєлоусов (А) — Шулешов, Пугачов — Матвієнко, Декало — Матусевич, Зик; Золотухін — Ромащенко (А) — Жвачкін (К), Бондаренко — Дунаєв — Янішевський, Коваленко — Сірченко — Макарицький, Брага — Целогородцев — Тимченко.
Шайби:
- 0:1, Бондаренко (Янішевський, Дунаєв), 27:13;
- 1:1, Захаров (Нікіфоров), 46:46;
- 1:2, Жвачкін (Шулешов, Ромащенко).

Рахунок у серії: 0:1.
Матч № 2
| 4 квітня 2019 |

| «Донбас» | 3 – 1 | «Дніпро» |
| -------- | ----- | -------- |
|          | звіт  |          |

|  |

«Донбас»: Дьяченко (Костенко); Сильницький — Романенко, Гончаров — Ігнатенко, Григор'єв — Жовнір, Воронін — Александров; Лялька (А) — Мазур — Коренчук (А), Манукян — Захаров (К) — Нікіфоров, Кирющенков — Разумов — Костіков, Мостовий — Карпенко — Денискін.
«Дніпро»: Петров (Сурканов); Бєлоусов (А) — Шулешов, Матвієнко — Пугачов, Декало — Матусевич, Зик; Золотухін — Ромащенко (А) — Жвачкін (К), Бондаренко — Дунаєв — Янішевський, Коваленко- Сірченко — Макарицький, Брага — Целогородцев — Тимченко.
Шайби:
- 1:0, Захаров (Нікіфоров), 37:16;
- 2:0, Захаров (Нікіфоров), 39:30;
- 2:1, Бєлоусов (Дунаєв, Янішевський), 56:55;
- 3:1, Коренчук (Манукян), 59:03.

Рахунок у серії: 1:1.
Матч № 3
| 7 квітня 2019 |

| «Дніпро» | 1 – 3 | «Донбас» |
| -------- | ----- | -------- |
|          | звіт  |          |

|  |

«Дніпро»: Петров (Сурканов); Бєлоусов (А) — Шулешов, Афанасьєв — Пугачов, Декало — Матусевич, Черемнов — Зик; Коваленко — Золотухін — Жвачкін (К), Бондаренко — Дунаєв — Янішевський, Матвієнко — Сірченко — Макарицький, Брага — Целогородцев — Тимченко.
«Донбас»: Дьяченко (Костенко); Сильницький — Романенко (А), Гончаров — Ігнатенко, Григор'єв — Жовнір, Воронін — Александров; Пуголовкін — Мазур — Коренчук (А), Манукян — Захаров (К) — Нікіфоров, Кирющенков — Разумов — Костіков, Мостовий — Карпенко — Денискін.
Шайби:
- 0:1 Сильницький (Пуголовкін — більш.), 40:24;
- 0:2 Нікіфоров (Захаров, Манукян), 42:42;
- 1:2 Жвачкін (Золотухін), 51:24;
- 1:3 Нікіфоров (Манукян), 59:18.

Рахунок усерії: 1:2.
Матч № 4
| 9 квітня 2019 |

| «Дніпро» | 1 – 2 | «Донбас» |
| -------- | ----- | -------- |
|          | звіт  |          |

|  |

«Дніпро»: Петров; Білоусов (А) — Шулешов, Афанасьєв — Пугачьов, Матвієнко — Декало, Зик — Матусевич; Черемнов — Ромащенко (А) — Жвачкін (К), Бондаренко — Дунаєв — Янішевський, Коваленко — Сирченко — Макарицький, Цілогородцев — Брага — Тимченко.
«Донбас»: Дьяченко; Сильницький — Романенко, Гончаров — Ігнатенко, Жовнір — Григорьєв, Александров; Лялька (А) — Мазур — Коренчук (А), Разумов — Захаров (К) — Нікіфоров, Кирющенков — Карпенко — Костіков, Мостовий — Воронін — Денискін.
Шайби:
- 0:1 Захаров (Нікіфоров, Разумов — більш.), 41:33.
- 0:2 Лялька (Коренчук, Романенко — пусті ворота), 58:37.
- 1:2 Декало (Янішевський, Бондаренко — шостий гравець), 59:49.

Рахунок у серії: 1:3.
Матч № 5
| 12 квітня 2019 |

| «Донбас» | 4 – 1 | «Дніпро» |
| -------- | ----- | -------- |
|          | звіт  |          |

|  |

Донбас: Дьяченко (Костенко); Сильницький - Романенко, Гончаров - Ігнатенко, Жовнір - Григор'єв, Воронін - Александров; Лялька - Мазур - Коренчук, Разумов - Захаров - Никифоров, Пуголовкін - Карпенко - Костіков, Мостовий - Денискін.
Дніпро: Петров (Сурканов); Білоусов - Шулешов, Афанасьєв - Пугачов, Матвієнко - Декало; Ромащенко - Черемнов - Жвачкін, Янішевський - Бондаренко - Дунаєв, Коваленко - Макарицький - Золтухін, Зик;
Шайби:
- 1:0 Романенко (Сильницький, Мазур, -більш.), 5:29;
- 2:0 Разумов (Сильницький), 27:04;
- 3:0 Лялька (Захаров, -більш.), 29:29;
- 4:0 Коренчук (Лялька, Гончаров, -менш.), 35:09;
- 4:1 Бондаренко (Пугачов, -великий.), 37:10.

Клуб «Донбас» став переможцем чемпіонату України в сезоні 2018/2019.
Найрезультативніші гравці в серії плей-оф:
| № | Гравець           | Клуб     | Ігри | Голи | Паси | Очки |
| - | ----------------- | -------- | ---- | ---- | ---- | ---- |
| 1 | Віктор Захаров    | «Донбас» | 10   | 6    | 10   | 16   |
| 2 | Іван Дунаєв       | «Дніпро» | 14   | 4    | 10   | 14   |
| 3 | Кирило Бондаренко | «Дніпро» | 14   | 5    | 8    | 13   |
| 4 | Віталій Лялька    | «Донбас» | 9    | 5    | 7    | 12   |
|   | Тигран Манукян    | «Донбас» | 8    | 4    | 8    | 12   |
| 6 | Ілля Коренчук     | «Донбас» | 10   | 6    | 5    | 11   |

## Склади
| 1. «Донбас» |
| Воротарі: Богдан Дьяченко, Сергій Костенко (Росія). Захисники: Юрій Сильницький (Росія), Володимир Романенко, Владислав Гончаров (Білорусь), Андрій Григор'єв, Дмитро Ігнатенко, Олександр Воронін, Олександр Александров, Данило Скрипець, Кирило Фроленко, Нападники: Віталій Лялька, Ілля Коренчук (Білорусь), Віктор Захаров, Олександр Костіков (Росія), Віталій Кирющенков (Білорусь), Сергій Кузьмик, Андрій Денискін, Артем Пуголовкін (Росія), Ілля Смирнов (Росія), Вадим Мазур, Севастьян Карпенко, Тигран Манукян (Вірменія), Володимир Чердак, Денис Мостовий, Владислав Луговий, Максим Разумов, Микита Новиков, Євген Нікіфоров (Росія), Кирило Жовнір, Олександр Фірсов, Ярослав Свищев, Патрік Мойсіо, Владислав Мартинюк (Білорусь), Станіслав Ординський.                  |
| 2. «Дніпро» |
| Воротарі: Олег Петров (Росія), Денис Сурканов (Росія). Захисники: Дмитро Пугачов (Росія), Олексій Черемнов, Ілля Декало (Росія), Кирило Бєлоусов (Росія), Пилип Матвієнко, Сергій Афанасьєв (Росія), Валентин Сирченко, Денис Матусевич, Євген Шулешов (Росія), Кирило Будько, Микита Кругляков, Юрій Шпак, Тимур Савченко, Микита Проценко, Богдан Панков. Нападники: Кирило Бондаренко, Микола Коляда, Іван Золотухін (Росія), Микита Макарицький (Росія), Олексій Янішевський, Руслан Ромащенко, Андрій Жвачкін (Росія), Микита Коваленко, Роман Мацейко, Владислав Брага, Артем Целогородцев, Святослав Тимченко, Іван Дунаєв (Білорусь), Олександр Найдьонов, Даниїл Дуюн, Євген Зик, Олексій Болотін, Сергій Болдирєв, Павло Борисов, Даниїл Кашевко.                                   |
| 3. «Кременчук» |
| Воротарі: Микита Гордюшин, Георгій Бояршинов (Росія), Микита Петленко. Захисники: Всеволод Толстушко, Владислав Грицьких (Росія), Вадим Хришпенц (Росія), Владислав Бельський (Білорусь), Єгор Севрюгін (Росія), Олександр Горлушко, Олександр Боєвих, Іоанн Роганов, Володимир Варивода, Микита Савицький, Юрій Шпак. Нападники: Микола Кисельов (Росія), Олексій Зайцев (Росія), Олексій Ворона, Іван Савченко, Тимур Гриценко, Віктор Тютченко (Росія), Олексій Красильников (Росія), Даниїл Фурса (Естонія), Гліб Кривошапкін, Іван Ципнятов, Богдан Поліщук, Артем Шиманський, Микита Муртищев, Руслан Єфимочкін, Дмитро Чорний, Ілля Гончаров. |
| 4. «Білий барс» |
| Воротарі: Кирило Кучер, Олександр Пачула, Микита Пеленський. Захисники: Михайло-Максим Ядловський, Сергій Логач, Артем Гребеник, Олександр Буняк, Михайло Васильєв, Богдан Грицюк, Даниїл Гриценко, Назар Собко, Кирило Гордейчук. Нападники: Євген Тимченко, Василь-Юрій Качан, Павло Таран, Владислав Куцевич, Микита Лесников, Денис Бородай, Назар Ружников, Ярослав Панченко, Даниїл Печерських, Богдан Арабов, Ринат Дурдиєв, Іван Панов, Михайло Симчук, Максим Ромахін, Дмитро Андрощук, Ілля Генералов, Олександр Резюк, Анатолій Резюк. |
| 5. «Динамо» |
| Воротарі: Тимур Мамедов (Росія), Владислав Гурко, Ілля Бандурян. Захисники: Данило Скрипець, Пилип Матвієнко, Богдан Піддубний, Олександр Фірсов, Богдан Наливайко, Кирило Жовнір, Руслан Забулонов, Даниїл Бабчук, Руслан Лисін, Олександр Дегтярьов (Білорусь), Іван Шматко, Богдан Швоєв, Олександр Порупа, Олексій Ступницький, Артур Друбецький, Микита Хохлов. Нападники: Микита Олійник, Дмитро Халін, Руслан Максименко, Володимир Чердак, Олексій Сиротенко, Ігор Худяков, Руслан Ромащенко, Артем Лобіков, Сергій Пойманов, Дмитро Колядинський, Микита Новіков (Росія), Олександр Праведний, Максим Мартишко, Сергій Болдирєв, Михайло Геворкян, Валерій Скребела, Ілля Гончаров, Богдан Савченко, Данило Семененко, Дмитро Гайдамака.                                             |
| 6. «Крижані вовки» |
| Воротарі: Микита Глотов (Росія), Віталій Власенко, Андрій Хапков, Назарій Сушак. Захисники: Кирило Фроленко, Олександр Давиденко, Руслан Забулонов, Дмитро Чикида (Росія), Михайло Бугаєв (Росія), Владислав Провалихін, Станіслав Ординський, Богдан Панков, Тимур Савченко, Олександр Порупа, Микита Проценко, Арсен Сивирін, Кирило Суханов, Віталій Швачка. Нападники: Микита Шабанов (Росія), Олексій Овчинников (Росія), Микола Двірник, Сергій Микульчик (Білорусь), Олексій Черемнов, Соломон Шапіро, Іван Федосов (Росія), Олександр Найдьонов, Михайло Бурнатов (Росія), Ігор Боронило, Олександр Праведний, Даниїл Дуюн, Павло Борисов, Артур Крученкін, Олексій Болотін, Даниїл Алексейчук, Олег Гуменюк, Єгор Шах, Ігор Двірник, Крістерс Борманіс, Даниїл Тищенко, Юрій Бобков. |